# Beautiful Garbage
Beautiful Garbage är det tredje studioalbumet av den skotsk-amerikanska rockgruppen Garbage, utgivet i oktober 2001. Singlarna var "Androgyny", "Cherry Lips", "Breaking Up the Girl" och "Shut Your Mouth".

## Låtlista
Alla låtar är skrivna och komponerade av Garbage. 
| Nr  | Titel                     | Längd |
| --- | ------------------------- | ----- |
| 1.  | Shut Your Mouth           | 3:25  |
| 2.  | Androgyny                 | 3:09  |
| 3.  | Can't Cry These Tears     | 4:16  |
| 4.  | Til the Day I Die         | 3:29  |
| 5.  | Cup of Coffee             | 4:31  |
| 6.  | Silence Is Golden         | 3:49  |
| 7.  | Cherry Lips (Go Baby Go!) | 3:12  |
| 8.  | Breaking Up the Girl      | 3:33  |
| 9.  | Drive You Home            | 4:01  |
| 10. | Parade                    | 4:07  |
| 11. | Nobody Loves You          | 5:08  |
| 12. | Untouchable               | 3:08  |
| 13. | So Like a Rose            | 6:17  |

## Medverkande
Garbage
- Shirley Manson – sång
- Steve Marker – gitarr
- Duke Erikson – bas
- Butch Vig – trummor

Studiomusiker
- Daniel Shulman – bas
- Matt Chamberlain – trummor på "Can't Cry These Tears" och "Cup of Coffee"

Produktion
- Garbage – producent, art director
- Billy Bush – ljudtekniker
- Scott Hull – mastering
- Warwick Saint – fotografi